# 大宫政志
大宫政志（日语：／ Omiya Masashi，1938年3月10日—），日本男子自行车运动员。他曾代表日本参加1962年亚洲运动会自行车比赛，获得一枚银牌。他也曾参加1960年和1964年夏季奥林匹克运动会。